# Maithai Huajaisin
Maithai Huajaisin (en tailandés: ไหมไทย หัวใจศิลป์, 26 de enero de 1968) es un actor y cantante tailandés de música Luk thung, conocido por ser uno de los siete miembros de la folk band tailandesa Sieng Isan. Maithai tuvo su primer acercamiento importante en el negocio de la música por la compañía de entretenimiento de Tailandia, Topline Music. Se hizo famoso a partir de 1994. Sus canciones son famosas como "Rak Sao Nakhon Sawan", "Nos vemos en Alemania", "Se te ocurrió la palabra" Sí "," Con el corazón roto en Pattaya ", etc. Fue apodado «Phra Ek Yai».
Maithai Huajaisin nació el 26 de enero de 1966, nació en la provincia de Chang Nakhon Ratchasima, es conocido en su país como el nombre de "May" (ไหม). Es hijo de Mee y Joom Raksachart. El 1994, fue introducido como integrante de Sieng Isan. Es ha lanzado 9 álbumes de éxito entre 2003 y 2013, y es considerada como una de las cantante o artist más populares de Tailandia. 
En mayo de 2012, Maithai se casó la Jannapha Insopha, quien es 28 años menor que él.

## Discografía

### Álbumes musicales

#### Topline Diamond
- 2003 - Nos vemos en Alemania (en tailandés: เห็นเธอที่เยอรมัน)
- 2004 - Buk See Der
- 2015 - Tem Jai Yom Hai Tua

#### GMM Grammy
- 2008 - Bao Phan Phuen Mueang
- 2008 - Nak Soo Huajai Seng
- 2010 - Welcome to Thamma
- 2011 - Bor Mee Sith Nuei
- 2012 - Sing Khanong Lam (with Monkhaen Kaenkoon)
- 2013 - No.5 Sangkad Phak Phuea Ther